# Континентална армия
Континенталната армия е армия на американските сепаратисти, учредена след избухването на Американската война за независимост, от 13-те щата-колонии, впоследствие превърнали се в Съединени американски щати. Учредена е на 14 юни 1775 г. Генерал Джордж Вашингтон е бил главнокомандващ на Континенталната армия по време на войната.
По-голямата част от Континенталната армия е разпусната след подписването на договора в Париж, според който се прекратява войната, през 1783 г. Малък остатък от армията се влива в новосъздадената Армия на Съединените американски щати.

## Създаване
По време на първите въоръжени сблъсъци на американските колонисти с британските войски (битките при Лексингтън и Конкорд през 1775 г.), американците нямат никаква армия. Първоначално всяка от 13-те колонии има собствено опълчение, съставено от местни колонисти, привиквани с цел местна самоотбрана. Нарастването на напрежението в отношенията с метрополията води до реформиране на опълчението. Ричард Хенри Лий излиза с предложение за организиране на общоамериканско опълчение, но това предложение е отхвърлено от Първия континентален конгрес.